# Sarcophaga aureicrania
Sarcophaga aureicrania är en tvåvingeart som beskrevs av Thomas Pape 1996. Sarcophaga aureicrania ingår i släktet Sarcophaga och familjen köttflugor. Inga underarter finns listade i Catalogue of Life.